# RS-504
Pour les articles homonymes, voir Route 504.
La RS 504 est une route locale du Nord-Ouest de l'État du Rio Grande do Sul qui relie la municipalité d'Alpestre, à la RS-324, sur le territoire de la commune de Planalto. Elle dessert ces deux seules villes, et est longue de 11,080 km.